# ルイーズ・ビーヴァース
ルイーズ・ビーヴァース（Louise Beavers, 1902年3月8日 – 1962年10月26日）はアフリカ系アメリカ人の映画女優。1920年代から1930年代まで多数の映画に出演。特にメイド、使用人、奴隷の役が多かった。オハイオ州シンシナティ生まれ。女子学生社交クラブSigma Gamma Rhoのメンバーで4人のアフリカ系アメリカ人のうちの1人だった。

## 経歴
彼女の最も有名な役は、1934年の映画『模倣の人生』で雇い主が彼女をジャマイマおばさん(パンケーキの粉の箱に描かれたキャラクター)のような有名人に例えられる家政婦のデリラ・ジョンソン。デリラとフレディー・ワシントン演じる肌が白く白人として生きたい娘のペオラとの対立が有名。『模倣の人生』はアメリカの映画史上、黒人女性の問題に取り組んだハリウッド映画の最初の作品。
しかし主役級の役はほとんどない。ハティ・マクダニエルと同様『母親』としての固定観念となる。主人に仕える、太っていて短気で大笑いをする既婚の黒人女性というイメージ。彼女の雇い主は『母親』のイメージを維持するためどんどん食べさせた。彼女は事前にどのような役が用意されているか知らなかったが、それでも映画に出演し続けた。なぜならマクダニエルがかつて述べたように「メイドになるより、メイドを演じた方がいいわ。」ということである。
『Bright Boulevards』、『Bold Dreams』の著者ドナルド・ボーグルによると、映画界に入る前はサイレント映画女優リアトリス・ジョイのための家政婦として働いていたそうである。
ハティ・マクダニエル、エセル・ウォーターズ、アマンダ・ランドルフに続き、シチュエーション・コメディ・シリーズの『Beulah』で家政婦Beulahを演じる。従属的な役ではあったが、アフリカ系アメリカ人主演の最初のシチュエーション・コメディのテレビ番組だった。彼女はまた『The Danny Thomas Show』（1953年～1955年）の最初の2シーズンでルイーズという名のメイドを演じた。
1962年10月26日、同じタイプの女優ハティ・マクダニエルが亡くなった日からちょうど10年後に60歳でカリフォルニア州ハリウッドで心筋梗塞で死亡。
1976年、黒人映画制作者の殿堂に入る。

## 主な出演映画
| - よろめき珍道中 The Facts of Life 1960年 - 夜が泣いている All the Fine Young Cannibals 1960年 - 夜の乗合自動車 You Can't Run Away from It 1956年 - 奥さまは新兵さん Never Wave at a WAC 1952年 - ジャッキー・ロビンソン物語 The Jackie Robinson Story 1950年 - 善人サム Good Sam 1948年 - 恋ごころ For the Love of Mary 1948年 - ウチの亭主と夢の宿 Mr. Blandings Builds His Dream House 1948年 - 美しき未亡人 Young Widow 1946年 - デュバリイは貴婦人 Du Barry Was a Lady 1943年 - 剣なき闘い Tennessee Johnson 1942年 - 絶海の嵐 Reap the Wild Wind 1942年 - スイング・ホテル Holiday Inn 1942年 - 花の合唱 Seven Sweethearts 1942年 - ビッグ・ストリート/愛しき女への挽歌 The Big Street 1942年 - 影なき男の影 Shadow of the Thin Man 1941年 - ならず者の紐 Parole Fixer 1940年 - 愛情のかげり I Want a Divorce 1940年 - 貴方なしでは Made for Each Other 1939年 - 明日は来らず Make Way for Tomorrow 1937年 - ホノルル航空隊 Wings Over Honolulu 1937年 - 最後のギャング The Last Gangster 1937年 - 弾丸か投票か! Bullets or Ballots 1936年 - さらば海軍兵学校 Annapolis Farewell 1935年 | - 模倣の人生 Imitation of Life 1934年 - 頓馬パルーカ Palooka 1934年 - 侠勇二挺拳銃 West of the Pecos 1934年 - 春の火遊び Hold Your Man 1933年 - 四十二番街 42nd Street 1933年 - つばさの天使 Central Airport 1933年 - 舗道 Pick-up 1933年 - 真夜中の処女 Midnight Mary 1933年 - 昨日 Only Yesterday 1933年 - 爆弾の頬紅 Bombshell 1933年 - 暴風の処女 The Story of Temple Drake 1933年 - わたしは別よ She Done Him Wrong 1933年 - 彼女の用心棒 Her Bodyguard 1933年 - 怪物團 Freaks 1932年 - 僕の自叙伝 Divorce in the Family 1932年 - 仰言ひましたわネ The Greeks Had a Word for Them 1932年 - 栄光のハリウッド What Price Hollywood? 1932年 - ヤング・アメリカ Young America 1932年 - 赤新聞 Scandal Sheet 1931年 - ミリイ Millie 1931年 - デパートの横顔 Our Blushing Brides 1930年 - 暴露戦術 Paid 1930年 - 法の外 Outside the Law 1930年 - コケット Coquette 1929年 |